# 托马斯·海尼格
托马斯·海尼格（德語：Thomas Heiniger，1990年4月19日—），瑞士男子羽毛球運動員。

## 簡歷
2013年8月，托马斯·海尼格出戰斯洛伐克羽毛球公開賽，與Florian Schmid打進男子雙打比賽四強。
2015年7月，托马斯·海尼格代表瑞士伯尔尼大学出戰韓國光州市舉行的世界大學生運動會羽毛球比賽。

## 主要比賽成績
只列出曾進入準決賽的國際賽事成績：
| 年份   | 賽事                 | 公開賽級別 | 項目     | 拍檔           | 成績   |
| ------ | -------------------- | ---------- | -------- | -------------- | ------ |
| 2013年 | 斯洛伐克羽毛球公開賽 | 未來系列賽 | 男子雙打 | Florian Schmid | 準決賽 |
| 2015年 | 波蘭羽毛球國際賽     | 國際系列賽 | 男子雙打 | 奥利弗·沙勒    | 準決賽 |

| 2007-2017年 | 首要超級賽 | 超級賽 | 黃金大獎賽 | 大獎賽 | 國際挑戰賽 | 國際系列賽 | 未來系列賽 | 其他 |

| 2018-2026年 | 總決賽 | 超級1000賽 | 超級750賽 | 超級500賽 | 超級300賽 | 超級100賽 | 國際挑戰賽 | 國際系列賽 | 未來系列賽 | 其他 |